# AIX

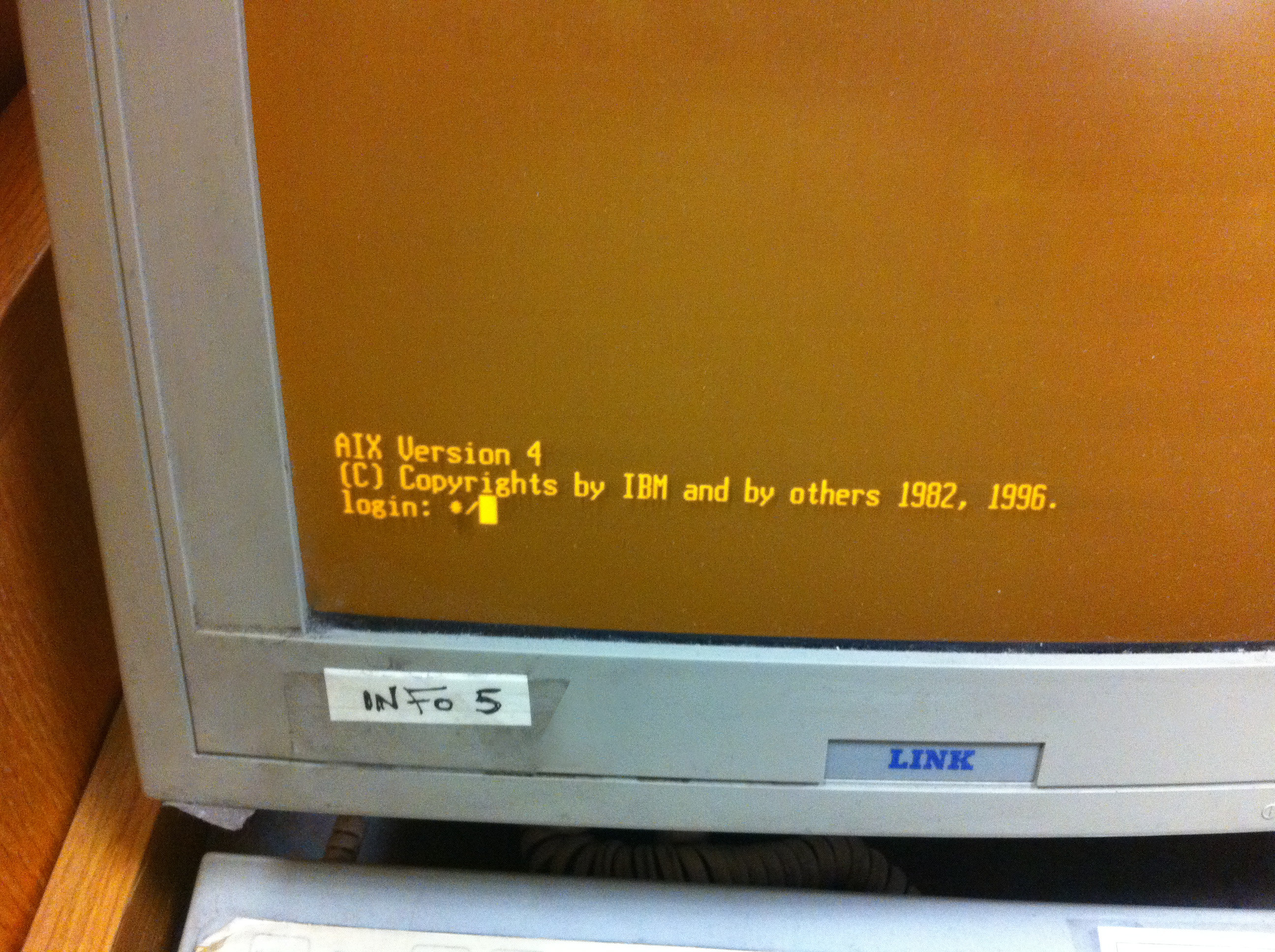
AIX wersja 4

AIX (ang. Advanced Interactive Executive) – odmiana systemu Unix tworzona przez firmę IBM na podstawie zarówno SysV, jak i BSD. W systemie zostały zaimplementowane także technologie z systemów mainframe, które zwiększają jego niezawodność i dostępność. System operacyjny AIX jest przeznaczony dla serwerów firmy IBM z procesorami z rodziny Power (RS/6000, pSeries, Power System). Wczesne wersje systemu AIX były też instalowane na komputerach Macintosh firmy Apple wyposażonych w procesory POWER. Obecnie dostępna jest bardzo szeroka gama systemów serwerowych wyposażonych w procesory Power, od największych Power System 795 (do 256 układów POWER7) do serwerów typu blade (najmniejszy dostępny serwer JS12 wyposażony w 2 układy POWER6). O ile cały czas dostępna jest możliwość natywnej instalacji (bezpośrednio na serwerze), to jednak jest ona stosowana stosunkowo rzadko, a preferowane są raczej środowiska zwirtualizowane, wykorzystujące hiperwizor PowerVM. W przypadku dużych maszyn (np. p590) jest to rozwiązanie domyślne.
Od lipca 2007 dostępna jest wersja 6.1. Minimalnym wymaganiem sprzętowym dla wersji 6 jest procesor Power4+ lub nowszy. Oznacza to, że system pracuje na procesorach POWER4, PowerPC970, POWER5, POWER6 oraz POWER7.
Od roku 2010 dostępna jest wersja 7.1. Wersja 7 systemu AIX jest przeznaczona do maszyn z procesorami POWER7, ale zgodnie z polityką firmy IBM zachowuje zgodność dwie generacje w tył.
AIX jest przeznaczony przede wszystkim dla klienta wymagającego dużej wydajności i niezawodności. Stanowi doskonałą platformę dla systemów baz danych (głównie DB2, Informix oraz Oracle) lub serwerów aplikacji (np. WebSphere czy SAP ABAP). Dzięki takim komponentom jak PowerHA (dawniej HACMP) oraz PowerVM, AIX może zapewnić bardzo wysoki poziom niezawodności oraz elastyczności opartych na nim środowisk informatycznych.